# Refuge Cove
Koordinaten: 50° 7′ 29″ N, 124° 50′ 42″ W

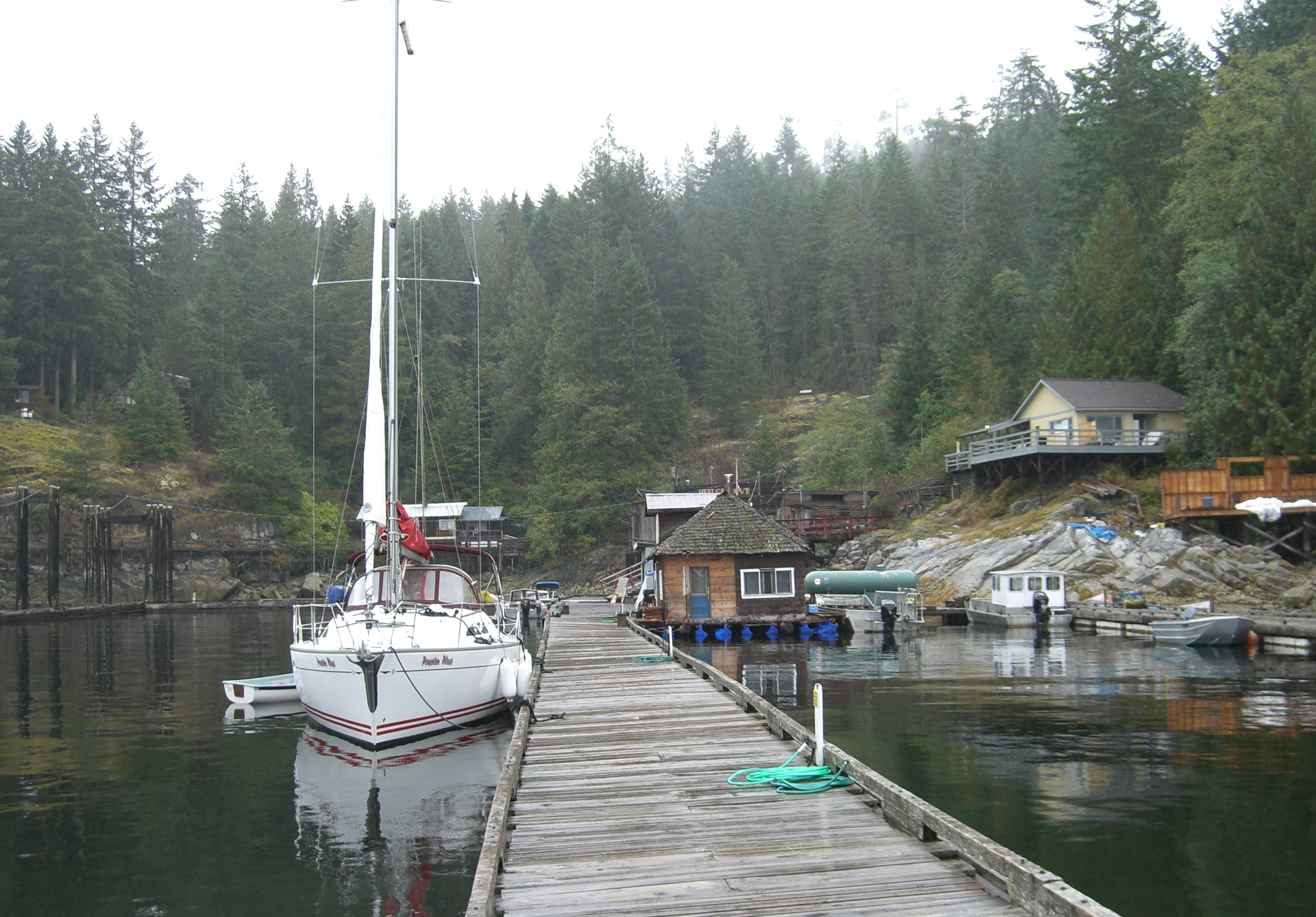
Anlegeplatz in der Refuge Cove

Refuge Cove ist eine Bucht auf West Redonda Island in British Columbia in Kanada. Sie hat einen Anlegeplatz für Schiffe, die dort während der Nacht ankern dürfen, ein Anlegeplatz für Schiffe mit Brennstoff und einen Laden.